# Hongkongs curlingteam (mannen)
Het Hongkongse curlingteam vertegenwoordigt Hongkong in internationale curlingwedstrijden.

## Geschiedenis
Hongkong nam voor het eerst deel aan een groot toernooi tijdens het Pacifisch-Aziatisch kampioenschap van 2015 in het Kazachse Almaty. De eerste interland die op het programma stond van Hongkong was die tegen Chinees Taipei, op 9 november 2015. De eerste wedstrijd uit de Hongkongse geschiedenis werd met groot verschil verloren: 20-2. Het was de start van een lange lijdensweg voor het team uit Hongkong: alle zeven wedstrijden gingen verloren, telkens met meer dan tien punten verschil. De grootste nederlaag kwam er tegen China, dat met 25-0 won. Een jaar later was Hongkong wederom van de partij. Tegen het debuterende Qatar werd de eerste overwinning uit de geschiedenis geboekt. De beste prestatie ooit werd in 2021 geboekt, toen Hongkong op de vijfde plek eindigde in het eindklassement.
In 2022 trad Hongkong aan in het nieuwe pan-continentaal kampioenschap. Hongkong eindigde als elfde. In 2023 en 2024 was Hongkong hetzelfde lot toebedeeld.

## Hongkong op het Pacifisch-Aziatisch kampioenschap
| Jaar | Plaats        | Skip          | WG            | W             | V             | PV            | PT            |
| ---- | ------------- | ------------- | ------------- | ------------- | ------------- | ------------- | ------------- |
| 1991 | Geen deelname | Geen deelname | Geen deelname | Geen deelname | Geen deelname | Geen deelname | Geen deelname |
| 1992 | Geen deelname | Geen deelname | Geen deelname | Geen deelname | Geen deelname | Geen deelname | Geen deelname |
| 1993 | Geen deelname | Geen deelname | Geen deelname | Geen deelname | Geen deelname | Geen deelname | Geen deelname |
| 1994 | Geen deelname | Geen deelname | Geen deelname | Geen deelname | Geen deelname | Geen deelname | Geen deelname |
| 1995 | Geen deelname | Geen deelname | Geen deelname | Geen deelname | Geen deelname | Geen deelname | Geen deelname |
| 1996 | Geen deelname | Geen deelname | Geen deelname | Geen deelname | Geen deelname | Geen deelname | Geen deelname |
| 1997 | Geen deelname | Geen deelname | Geen deelname | Geen deelname | Geen deelname | Geen deelname | Geen deelname |
| 1998 | Geen deelname | Geen deelname | Geen deelname | Geen deelname | Geen deelname | Geen deelname | Geen deelname |
| 1999 | Geen deelname | Geen deelname | Geen deelname | Geen deelname | Geen deelname | Geen deelname | Geen deelname |
| 2000 | Geen deelname | Geen deelname | Geen deelname | Geen deelname | Geen deelname | Geen deelname | Geen deelname |
| 2001 | Geen deelname | Geen deelname | Geen deelname | Geen deelname | Geen deelname | Geen deelname | Geen deelname |
| 2002 | Geen deelname | Geen deelname | Geen deelname | Geen deelname | Geen deelname | Geen deelname | Geen deelname |
| 2003 | Geen deelname | Geen deelname | Geen deelname | Geen deelname | Geen deelname | Geen deelname | Geen deelname |
| 2004 | Geen deelname | Geen deelname | Geen deelname | Geen deelname | Geen deelname | Geen deelname | Geen deelname |
| 2005 | Geen deelname | Geen deelname | Geen deelname | Geen deelname | Geen deelname | Geen deelname | Geen deelname |

| Jaar | Plaats        | Skip          | WG            | W             | V             | PV            | PT            |
| ---- | ------------- | ------------- | ------------- | ------------- | ------------- | ------------- | ------------- |
| 2006 | Geen deelname | Geen deelname | Geen deelname | Geen deelname | Geen deelname | Geen deelname | Geen deelname |
| 2007 | Geen deelname | Geen deelname | Geen deelname | Geen deelname | Geen deelname | Geen deelname | Geen deelname |
| 2008 | Geen deelname | Geen deelname | Geen deelname | Geen deelname | Geen deelname | Geen deelname | Geen deelname |
| 2009 | Geen deelname | Geen deelname | Geen deelname | Geen deelname | Geen deelname | Geen deelname | Geen deelname |
| 2010 | Geen deelname | Geen deelname | Geen deelname | Geen deelname | Geen deelname | Geen deelname | Geen deelname |
| 2011 | Geen deelname | Geen deelname | Geen deelname | Geen deelname | Geen deelname | Geen deelname | Geen deelname |
| 2012 | Geen deelname | Geen deelname | Geen deelname | Geen deelname | Geen deelname | Geen deelname | Geen deelname |
| 2013 | Geen deelname | Geen deelname | Geen deelname | Geen deelname | Geen deelname | Geen deelname | Geen deelname |
| 2014 | Geen deelname | Geen deelname | Geen deelname | Geen deelname | Geen deelname | Geen deelname | Geen deelname |
| 2015 | 8             | John Li       | 7             | 0             | 7             | 12            | 136           |
| 2016 | 6             | Jason Chang   | 8             | 3             | 5             | 46            | 68            |
| 2017 | 7             | Jason Chang   | 8             | 1             | 7             | 44            | 74            |
| 2018 | 6             | Jason Chang   | 8             | 3             | 5             | 50            | 62            |
| 2019 | 9             | Jason Chang   | 9             | 1             | 8             | 46            | 94            |
| 2021 | 5             | Jason Chang   | 6             | 3             | 3             | 42            | 41            |

## Hongkong op het pan-continentaal kampioenschap
| \| Jaar \| Plaats \| Skip \| WG \| W \| V \| PV \| PT \| \| ---- \| ------ \| ----------- \| -- \| - \| - \| -- \| -- \| \| 2022 \| 11 \| Jason Chang \| 9 \| 8 \| 1 \| 91 \| 36 \| \| 2023 \| 11 \| Jason Chang \| 9 \| 6 \| 3 \| 72 \| 64 \| \| 2024 \| 11 \| Jason Chang \| 12 \| 8 \| 4 \| 90 \| 56 \| |        |             |    |   |   |    |    |
| Jaar | Plaats | Skip        | WG | W | V | PV | PT |
| 2022 | 11     | Jason Chang | 9  | 8 | 1 | 91 | 36 |
| 2023 | 11     | Jason Chang | 9  | 6 | 3 | 72 | 64 |
| 2024 | 11     | Jason Chang | 12 | 8 | 4 | 90 | 56 |

Andorra · Australië · België · Bosnië en Herzegovina · Brazilië · Bulgarije · Canada · China · Chinees Taipei · Denemarken · Duitsland · Engeland · Estland · Filipijnen · Finland · Frankrijk · Georgië · Griekenland · Groot-Brittannië · Guyana · Hongarije · Hongkong · Ierland · IJsland · India · Israël · Italië · Jamaica · Japan · Kazachstan · Kenia · Kirgizië · Kroatië · Letland · Liechtenstein · Litouwen · Luxemburg · Mexico · Nederland · Nieuw-Zeeland · Nigeria · Noorwegen · Oekraïne · Oostenrijk · Polen · Portugal · Puerto Rico · Qatar · Roemenië · Rusland · Saoedi-Arabië · Schotland · Servië · Slovenië · Slowakije · Spanje · Thailand · Tsjechië · Tsjecho-Slowakije · Turkije · Verenigde Staten · Wales · Wit-Rusland · Zuid-Korea · Zweden · Zwitserland